# Andrés Batista
Andrés Batista   (Barcelona, 1937) és un músic català, concertista, professor titulat i compositor de guitarra flamenca.

## Trajectòria
Va fer estudis musicals i va aprendre guitarra clàssica amb el mestre Antonio Francisco Serra i amb el mestre Miguel Borrull fill va aprendre guitarra flamenca.
Batista té una àmplia trajectòria de concerts i com a acompanyant dels grans noms de la dansa com Carmen Amaya, Vicente Escudero o Antonio «El Chocolate», i va participar en la pel·lícula Los Tarantos de Francesc Rovira-Beleta.
La seva prolífica labor didàctica comprèn des dels cursos impartits en centres educatius internacionals com el Conservatori de Madrid, fins a la celebració de conferències en centres culturals com la Fundación Juan March, la Universitat Complutense de Madrid o els cursos d'estiu de l'Escorial. A tot això, s'hi sumen les tretze obres publicades que aporten un progressiu i variat pla d'estudis tècnic, teòric-musical, acompanyament al cant i a la dansa i també solista, a duo, trio, quartet i quintet, amb la clara i correcta escriptura dels rasgueos i l'alzapúa i l'adequat compàs rítmic de les bulerías.
Als llibres El Flamenco y su vibrante mundo, Maestros y estilos i Arte Flamenco proporciona totes les explicacions referents a aquest art com ara dades històriques, biografies, anècdotes, esquemes del cant i el ball, i exemples musicals escrits amb claredat i senzillesa que faciliten una documentació altament valuosa i de gran utilitat per a qualsevol professional o aficionat.
Els pròlegs de les seves obres compten amb els noms de Joaquín Rodrigo, Federico Moreno Torroba, Tomás Marco, Enrique García Asensio i Claudio Prieto.